# Olympische Winterspiele 1984/Teilnehmer (Monaco)
| Gelbes Symbol für Goldmedaillen mit stilisierten Olympischen Ringen | Graues Symbol für Silbermedaillen mit stilisierten Olympischen Ringen | Braundes Symbol für Bronzemedaillen mit stilisierten Olympischen Ringen |
| ------------------------------------------------------------------- | --------------------------------------------------------------------- | ----------------------------------------------------------------------- |
| —                                                                   | —                                                                     | —                                                                       |

Das Fürstentum Monaco nahm bei den XIV. Olympischen Winterspielen 1984 in Sarajevo zum ersten Mal an Winterspielen teil. Einziger Starter war der alpine Skifahrer David Lajoux.

## Teilnehmer nach Sportarten

### Ski Alpin
- David Lajoux
Männer, Abfahrt → 47. (1:56,95 min)
Männer, Slalom → ausgeschieden im 1. Lauf